# Harveya capensis
Harveya capensis är en snyltrotsväxtart som beskrevs av William Jackson Hooker. Harveya capensis ingår i släktet Harveya och familjen snyltrotsväxter. Inga underarter finns listade i Catalogue of Life.